# 제1차 하토야마 이치로 내각
제1차 하토야마 이치로 내각(일본어: 第1次鳩山一郎内閣)은  하토야마 이치로가 제52대 내각총리대신으로 임명되어, 1954년 12월 10일부터 1955년 3월 19일까지 존재한 일본의 내각이다.

## 재직 기간
- 1954년(쇼와 29년) 12월 10일 ~ 1955년(쇼와 30년) 3월 19일
- 재직 일수 : 100일

## 각료
- 내각총리대신 - 하토야마 이치로
- 법무대신 - 하나무라 시로
- 외무대신·부총리 - 시게미쓰 마모루
- 대장대신 - 이치마다 히사토(민간·전 일본 은행 총재)
- 문부대신 - 안도 마사즈미
- 후생대신 - 쓰루미 유스케(참의원 의원)
- 농림대신 - 고노 이치로
- 통상산업대신 - 이시바시 단잔
- 운수대신 - 미키 다케오
- 우정대신 - 다케치 유키
- 노동대신 - 지바 사부로
- 건설대신 - 다케야마 유타로
- 국가공안위원회 위원장 - 오아사 다다오
- 행정관리청 장관 - 니시다 다카오(겸무, 참의원 의원)
- 홋카이도 개발청 장관 - 미요시 히데유키(참의원 의원)
- 자치청 장관 - 니시다 다카오(겸무)
- 방위청 장관 - 오무라 세이이치
- 경제심의청 장관 - 다카사키 다쓰노스케
- 내각관방장관 - 네모토 류타로
  - 법제국 장관 - 하야시 슈조(1954년 12월 11일 ~ )
  - 내각관방부장관 - 마쓰모토 다키조 / 다나카 에이이치(1955년 1월 28일 ~ )
  - 내각관방부장관 - 이노우에 다쿠이치

## 정무 차관
1954년 12월 14일 임명.
- 법무 정무 차관 - 사쿠라우치 요시오
- 외무 정무 차관 - 도코나미 도쿠지
- 대장 정무 차관 - 엔도 사부로
- 문부 정무 차관 - 오다카 도시로
- 후생 정무 차관 - 나카가와 슌지
- 농림 정무 차관 - 나이토 도모아키
- 통상 산업 정무 차관 - 야마모토 가쓰이치
- 운수 정무 차관 - 하마치 분페이
- 우정 정무 차관 - 고지마 데쓰조
- 노동 정무 차관 - 시가 겐지로
- 건설 정무 차관 - 다나카 쇼지
- 행정 관리 정무 차관 – 가토 다카조
- 홋카이도 개발 정무 차관 - 기무라 후미오
- 자치 정무 차관 - 안도 가쿠
- 방위 정무 차관 - 다카하시 데이이치
- 경제 심의 정무 차관 - 무라세 노부치카

## 참고 문헌
- 하타 이쿠히코 편 《일본 관료제 종합 사전 : 1868 ~ 2000》(도쿄 대학 출판회, 2001년)